# Kiedr Nowouralsk
Kiedr Nowouralsk (ros. Кедр Новоуральск) – rosyjski klub hokeja na lodzie z siedzibą w Jekaterynburgu.

## Historia
Klub powstał w 1967. Od 1996 do 2004 drużyna występowała w drugim poziomie ligowym Rosji (wysszaja liga), a od 2004 w trzecim poziomie (pierwaja liga, od 2011 RHL.
W grudniu 2013 potwierdzono zawarcie umowy o współpracy pomiędzy Kiedrem a klubem z rozgrywek WHL. W lipcu 2014 ogłoszono likwidację klubu.